# Streek-GR Groene Gordel

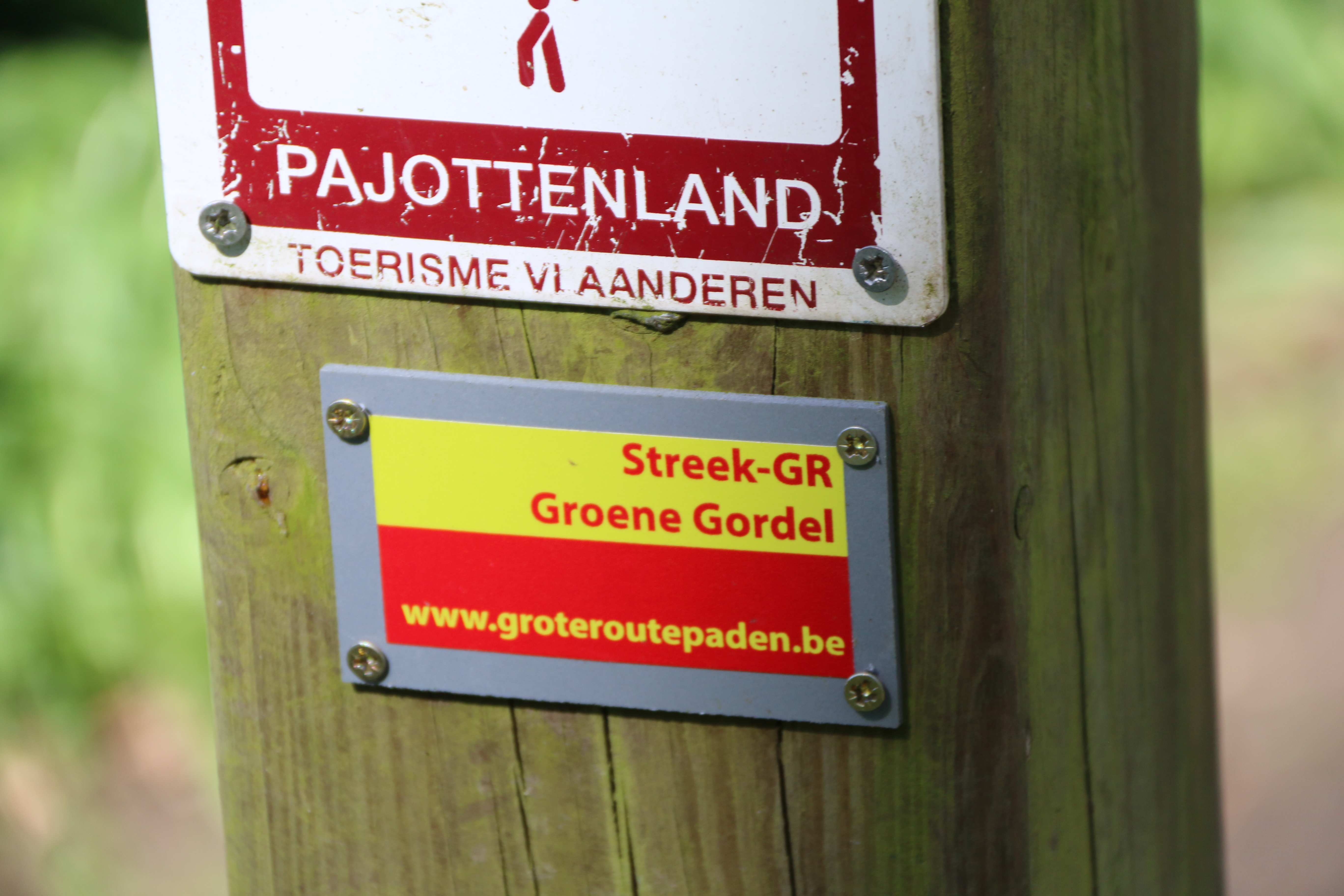
Streek-GR Groene Gordel

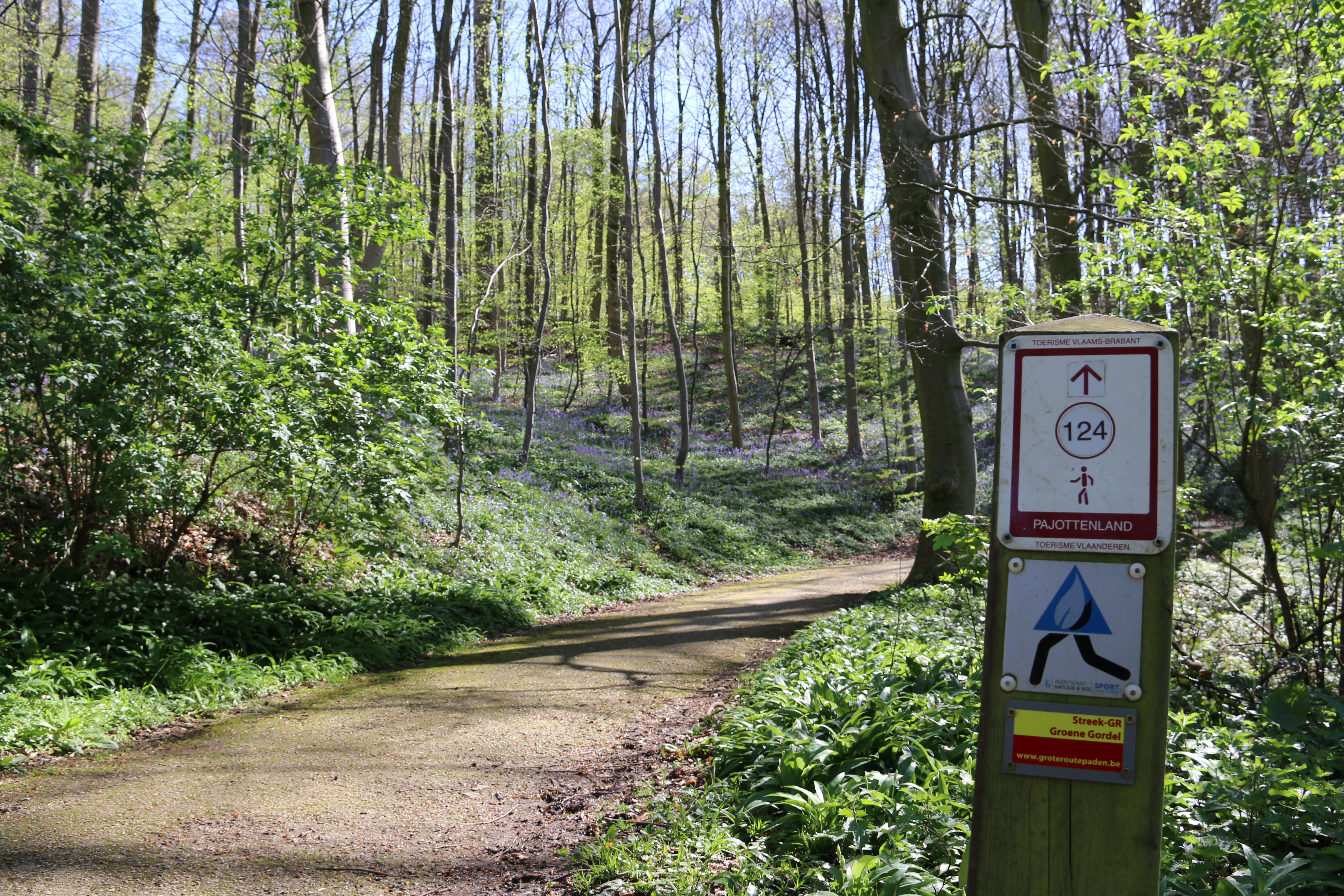
Streek-GR Groene Gordel aan het Kasteel van Gaasbeek

De Streek-GR Groene Gordel is een GR-pad in de Groene Gordel rond Brussel (circa 157 kilometer). Het lusvormige streekpad is bewegwijzerd met geel-rode markeringen en doet de Brabantse Wouden, Dijleland, Brabantse Kouters, Pajottenland en Zennevallei aan. De Streek-GR Groene Gordel loopt onder andere door Halle, Tervuren, Kortenberg, Perk, Elewijt, Grimbergen, Meise, Asse, Dilbeek, Lennik en Sint-Pieters-Leeuw. De route loopt voorbij Nationaal Park Brabantse Wouden (Hallerbos en Zoniënwoud), AfricaMuseum, Park van Tervuren, Plantentuin Meise, Abdij van Grimbergen, Kravaalbos, Wolfsputten, het Bruegel-kerkje van Sint-Anna-Pede, Kasteel van Gaasbeek, Domein Coloma, Papiermolen Herisem.